# Annet-sur-Marne
Annet-sur-Marne är en kommun i departementet Seine-et-Marne i regionen Île-de-France i norra Frankrike. Kommunen ligger i kantonen Claye-Souilly som tillhör arrondissementet Torcy. År 2022 hade Annet-sur-Marne 3 329 invånare.

## Befolkningsutveckling
Antalet invånare i kommunen Annet-sur-Marne
| Referens: INSEE |